# PlayStation Portable
PlayStation Portable (PSP) es una videoconsola portátil de la multinacional japonesa Sony, y la cuarta consola de la compañía en ser diseñada por Ken Kutaragi.  Aparte de jugar videojuegos, podía conectarse a internet y reproducir multimedia. Se trata de la primera consola portátil a nivel mundial de Sony y la segunda lanzada en Japón.
La consola cambió la tendencia de hacer cada vez aparatos portátiles más pequeños, sacando al mercado una consola con una pantalla mayor y convirtiéndose en la segunda consola portátil con un D stick (después de la Neo Geo Pocket).
El firmware actual de la consola es el 6.61, donde se ha mejorado la estabilidad del software del sistema durante el uso de algunas características.

## Historia
La PSP es la tercera consola de la línea PlayStation (quinta contando las revisiones de las anteriores, o séptima contando las solo lanzadas en Japón) y primera incursión de Sony en el mercado de las portátiles; fue presentada oficialmente en la compañía de Sony el 17 de octubre de 2004.
Fue lanzada al mercado el 12 de diciembre de 2004 en Japón. La revisión PSP "slim" de la consola fue lanzada en septiembre de 2007. En agosto de 2008 se lanza a la venta la PSP-3000. Actualmente está disponible en todo el mundo. La consola fue descontinuada en Japón el día 4 de junio de 2014, mientras que en América se dejó de fabricar a principios de 2014.
La consola tuvo un gran éxito en sus primeros días de comercialización. La primera semana consiguió la cifra de 2.000.000 unidades vendidas. A finales de 2007, las cifras de ventas de la consola se situaban en 29 millones de unidades vendidas[cita requerida], una cifra bastante buena, aunque no se equipare a las ventas de su competidora directa, Nintendo DS.

## Prestaciones
La "PlayStation Portable" es una videoconsola sin memoria interna, con ranura para tarjetas de memoria, y además con un puerto para conectar una cámara portátil capaz de grabar vídeos y tomar fotos,
reproductor de discos ópticos, salida para TV (a partir del segundo modelo), pantalla en formato panorámico (16:9) de 4,3 pulgadas con una definición de 480×272 píxeles capaz de mostrar una gama cromática de 16.770.000 colores; asimismo cuenta con altavoces estéreo integrados, capacidad para reproducir varios formatos multimedia, como por ejemplo el MP4 de vídeo, escuchar música mientras se juega, función de MP3, reproducción de películas, visor de fotos, micrófono integrado, USB 2.0, conexiones inalámbricas, conexión a Internet, videojuegos 3D, batería de litio, así como otros complementos (dependiendo de la versión). Este dispositivo puede realizar muchas de las funciones de una videoconsola de sobremesa, un ordenador de escritorio o un teléfono inteligente: ver películas, juegos, navegar por Internet, reproducir archivos de audio, etc.
La interfaz que sirve para acceder a todas las secciones, funciones y contenidos de la PlayStation Portable se llama XrossMediaBar (XMB), y es un sistema operativo que Sony ha incluido en otros dispositivos suyos, desde la consola PlayStation 3 hasta reproductores de vídeo de alta definición y televisores Bravia.

## Competencia
Las aplicaciones homebrew han aumentado la competencia entre esta consola y la Nintendo DS: poder tomar fotos y editarlas, hacer animaciones y subirlas a Internet, reproducir música y el ocio multimedia en forma de música. Si bien para Nintendo DS hay cientos de aplicaciones, PSP tiene aplicaciones no oficiales que se benefician de las mayores posibilidades técnicas que, en conjunto, ofrece la PSP. Ambas consolas han dado lugar a un negocio muy lucrativo de venta de accesorios no oficiales por Internet, páginas web muy populares sobre consolas, financiadas por publicidad o sponsors y tiendas especializadas. También el sistema PSP cuenta con reproductores MP3 y MP4, fotos, juegos, acceso a Internet y con Wi-Fi integrado.

## Especificaciones técnicas
- Unidad central de procesamiento: CPU original multipropósito Sony "Allegrex" basado en MIPS de velocidad configurable en 1/333 MHz, incluye un CPU basado en MIPS32 Rk-4 de 32 bits, un FPU (Unidad de Coma Flotante) y un VFPU de cálculo vectorial. También incluye un procesador conocido como "Media Engine"; siendo también un CPU basado en MIPS32 Rk-4 de 32 bits dedicado al manejo de audio/video por hardware y un DSP (Procesador digital de señal) programable "Virtual Mobile Engine". El "Media Engine" tiene funcionalidades similares al CPU principal y sirve como equivalente ante la falta de VPU.

- Memoria: 32 MB RAM de memoria principal (64 MiB en PSP Slim & Lite y siguientes) y 4 MiB DRAM embebida; los 4 MiB corresponden a 2 MiB para el chip gráfico y a 2 MiB del "Media Engine", ambos CPUs contienen 16KB de caché de instrucciones y caché de datos y 16KB de scratchpad, además de 32 MiB de memoria Flash NAND, usada para guardar configuraciones y archivos del sistema.

- Procesador gráfico: GPU original de velocidad configurable en 1/166 MHz con 2 MiB de memoria interna e interfaz de 512 bits soportando renderizado de polígonos y NURBS, iluminación direccional por hardware, environment projection y texture mapping, compresión de texturas y mosaicos, niebla, alpha blending, depth and stencil test, vertex blending para efectos de morphing y dithering; todo en 16 o 24 bits de profundidad de color. El Chip gráfico también maneja la salida de vídeo. El sistema es capaz de mover unos 33 millones de polígonos iluminados y tratados, con una tasa de 664 mil píxeles por segundo.

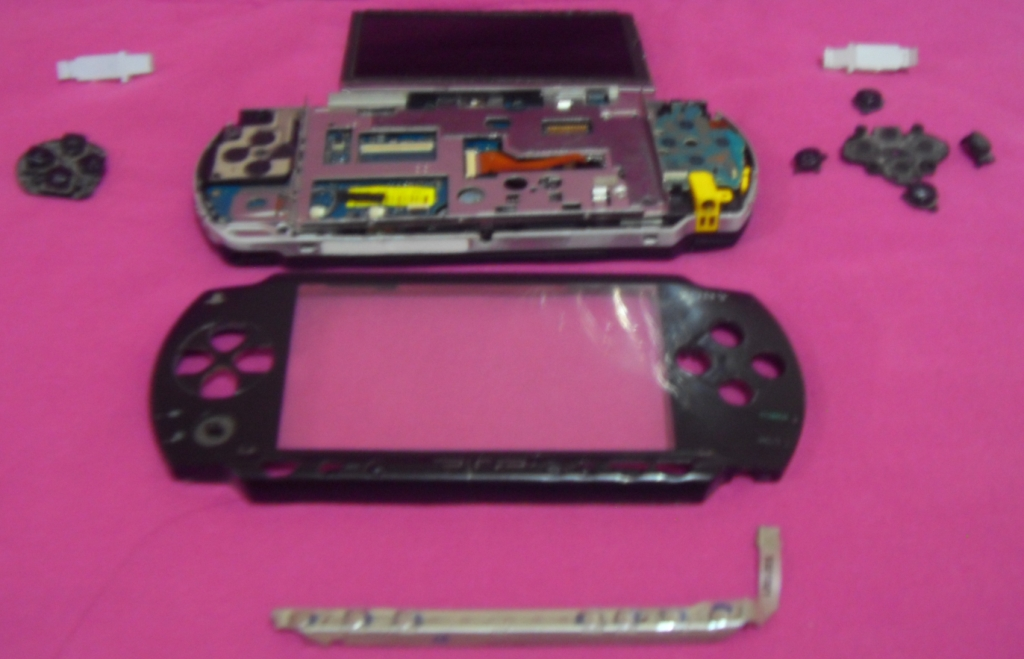
Partes de la PSP.

- Chip de sonido: Custom DSP configurable Sony "Virtual Mobile Engine" Sonido 3D, Multi-Canal 7.1ch. La calidad del sonido es bastante superior a la de otras consolas portátiles.

- Pantalla: 4,3 pulgadas, 16:9 pantalla ancha TFT LCD 480 x 272 pixeles (16,77 millones de colores).

- Batería: inteligente de litio con una vida útil de 2 años si es cargada correctamente y no es utilizada al 100% del tiempo. Se recarga en 3 o 4 horas aproximadamente si es de segunda mano, o 2 horas y 20 mins aproximadamente si es nueva. Duración en juego de 3 a 6 horas, en reproducción de vídeo de 3 a 5 horas. Es conveniente comprar una batería de sustitución para su uso posterior, ya que existen varios modelos. La batería de la PSP 1000, que tiende a desaparecer, al ser más gruesa no encaja en los otros modelos y a la inversa, las otras quedan demasiado holgadas. Capacidad 5V DC 1800mAh, en la PSP 1000 y 5v DC 1200mAh en las restantes. En PSP GO la batería no es extraíble. Hay kits de ampliación hasta 2200mAh que sobresalen bastante del nicho y usan una cubierta especial.

- Códecs: ATRAC3 plus, AAC, MP3, WMA, AVC/@MP for Picture / Movi, H.264 (MPEG-4 Part 10). Soporte de imágenes en formato JPEG, GIF, TIFF, BMP y PNG.

- Media: lectura de datos desde sistema de discos ópticos UMD (Universal Media Disc) y Memory Stick, conexión y manejo remoto del sistema PlayStation 3. Salida de TV en PSP Slim & Lite.

- Wi-Fi: Wi-Fi IEEE 802.11b permite conexión Ad-HOC e Infraestructura con otras PSP y con Internet con jugabilidad para 2/16 jugadores simultáneamente. El software de sistema incluye un Navegador Web basado en Access NetFront.

- Gamesharing: algunos títulos del sistema PSP soportan la transferencia de juego en modo multijugador con otras consolas que no cuenten con el juego en cuestión; esto se logra enviando los datos a través de conexión Ad hoc y cargándolos sobre la memoria RAM. El soporte de esta opción está limitado a los juegos que hacen uso de ella.

- Accesorios: cámara de vídeo con micrófono de 1,3 megapíxeles "Chotto Shot", receptor de señal GPS, receptor de TV digital y PSP Headset, incluido con ciertos títulos. Los auriculares tienen capacidad para mando a distancia.

- Interfaz: XMB "XrossMediaBar" desarrollada por Sony y presente en sus nuevos televisores así como en el sistema PlayStation 3.

- Medidas: 190 mm de anchura, 110 de pantalla TFT, y 74 mm de altura.

- Peso: 260 g sin incluir batería, 330 gramos con batería (PSP 1000) La 2000 pesa 189g.

- Diseño: Shin'ichi Ogasawara (小笠原伸一) para Sony Computer Entertainment, subsidiaria de Sony Corporation.

## Botones
Como en la videoconsola Nintendo DS, algunos programas vienen configurados para poder ser usados por zurdos o usando la máquina en posición vertical en vez de apaisada. Variando la denominación de izquierda-derecha y arriba-abajo etc. La configuración de algunas teclas está invertida en algunas regiones comerciales; así, en las PSP europeas, la tecla  produce la función de la tecla  de las PSP estadounidenses y japonesas.
La consola viene con 17 botones, algunos menos en los nuevos modelos, muchos de los cuales son multifunción o traen varias posiciones, como el de encendido-apagado-bloqueo. Unos son comunes a la mayoría de consolas de otros fabricantes.
Estos incluyen en un extremo una cruceta o pad digital, con cuatro direcciones, como en Nintendo, que permite el desplazamiento por los menús y el control de algunos juegos. A primera vista parecen cuatro teclas pero al desmontar la carcasa se ve que es una única cruceta.
En el lado contrario se sitúan cuatro botones que se corresponden con el estándar marcado por los modelos PlayStation de sobremesa, es decir, triángulo, cuadrado, cruz y círculo (    )
- La tecla  selecciona la opción resaltada en el menú y en general selecciona la acción.

- La tecla  en general cancela o aborta la acción. En el menú nos hace retroceder a la "carpeta" anterior. Esta tecla y la anterior  pueden tener su función invertida, según la aplicación, el idioma de origen de los juegos o el software homebrew que tengamos como sistema operativo.

- La tecla  al reproducir contenido nos muestra el "panel de control" con todas las elecciones.

- La tecla , es una tecla comodín, auxiliar o subcarpeta, cuya función puede ser inexistente o suele cambiar según lo seleccionado antes en un grado superior en las tres anteriores, o combinada con la cruceta.

Dos botones grandes y rectangulares de plástico transparente, denominados gatillos L y R son también analógicos a los gatillos left y right de Nintendo DS.
Presenta también los botones SELECT y START.
Entre los botones exclusivos de la PSP se encuentran:
- Junto a la cruceta se sitúa el botón de la seta o stick analógico que tiene la misma función que la cruceta y además controla el cursor en algunas aplicaciones.

- El botón HOME denominado PS por PlayStation en los nuevos modelos, muestra el "menú principal" XMB (Xross Media Bar en inglés). Coincide con la "pantalla de escritorio" de un PC, mostrándonos los "accesos directos". En las consolas con firmware personalizado permite salir del programa que se esté ejecutando. Dos controles de volumen - y +, una tecla para elegir la intensidad del brillo de la pantalla.

- El botón de "sonido" rotulado con el símbolo  conecta-desconecta el sonido y con los auriculares enchufados a la salida de auriculares, permite cambiar el tono de sonido entre 6 disponibles: jazz, pop, rock, heavy, unique y off. Una vez en apagado, el sonido se vuelve a conectar al pulsar la tecla  nuevamente o las teclas - y +.

- El botón "pantalla" cambia la intensidad de la retroiluminación y si se mantiene pulsado apaga la pantalla para ahorrar energía continuando el sonido en reproducción.

En los laterales de la consola existen la tecla de elección entre Memory stick o puerto de comunicaciones, que bloquea el acceso a la conexión Wi-Fi, se señaliza por dos leds, uno para cada función. En el lateral opuesto la mencionada tecla encendido-apagado-bloqueo que entre otras funciones como pausa, o modo de espera en ahorro de energía, bloquea en una de las posiciones las teclas de la consola. Se señaliza al iluminarse con luz naranja el led HOLD. Para sacar la batería o introducir o sacar un disco óptico UMD. También hay que pulsar las teclas PUSH y OPEN respectivamente en una fat (psp 1000) y para la slim (psp 2000 y 3000) solo la tapa. También trae una tapa con la inscripción MagicGate que oculta la ranura del Memory Stick Duo. Sin embargo, el uso del nombre "MagicGate" cuya traducción literal es "entrada mágica", es pura coincidencia. "MagicGate" es el término que da nombre a la "tecnología de protección de los derechos de autor" desarrollada por Sony Corporation. En este contexto indica que los Memory Stick Duo son compatibles con el formato.

## Multimedia

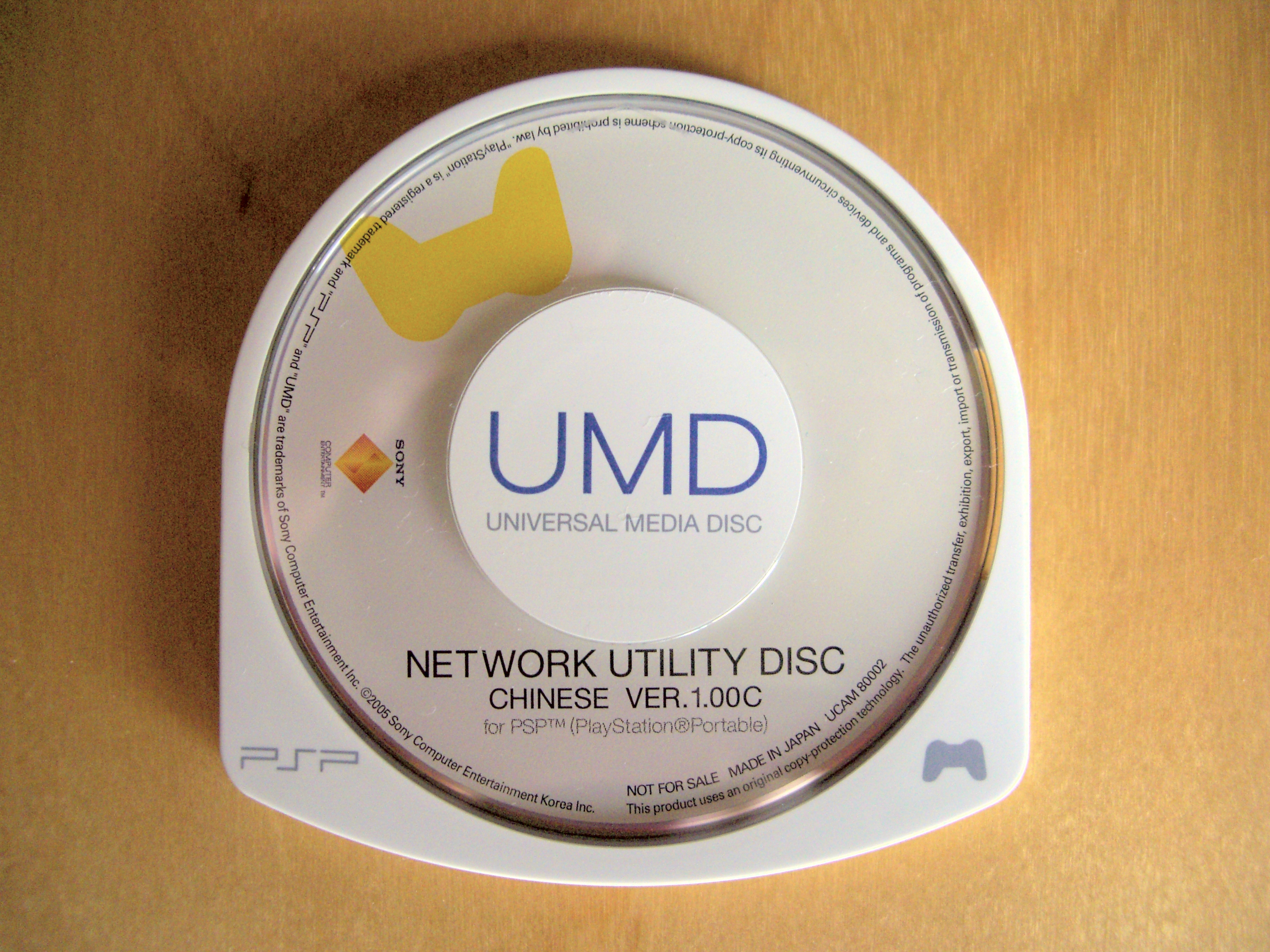
Disco UMD, Universal Media Disc en planta.

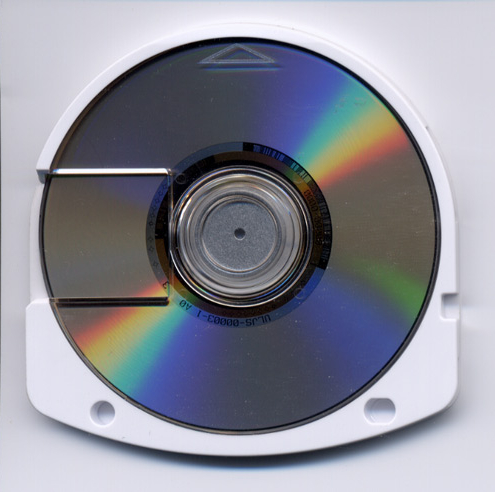
Cara inferior del UMD mostrando la protección y la ventana de lectura. Es conveniente evitar tocar directamente el disco para alargar su vida útil.

En un momento que los dispositivos portátiles a batería, con una autonomía aceptable eran escasos, Sony vio la oportunidad de lanzar al mercado una videoconsola, que fuera a su vez, reproductor de películas cinematográficas y libros interactivos en formato digital.
Bosh, en el campo de las consolas portátiles, trae por primera vez discos ópticos denominados UMD y un mando analógico con función de joystick, que permite una mayor facilidad de manejo y se convierte en cursor en determinados programas. Un puerto USB mini B que entre otras funciones, permite conectar la máquina al ordenador intercambiando archivos y programas con mayor facilidad. En los nuevos modelos, una salida que permite jugar los juegos en una pantalla externa de televisor. También trae un conector para auriculares y micrófono y en PSP 3000 y PSP GO micrófono incorporado de serie.
También se dispone en algunos programas de un teclado virtual al modo del que aparece en algunos teléfonos móviles.
PSP tiene la capacidad de reproducir y mostrar según la versión del firmware, entre otros, los siguientes formatos:
- MP3, para música, audiolibros y podcast
- WMA, MIDI, para audio
- ATRAC3 plus
- H.264
- MPEG-4 AVC
- JPEG para fotos
- PNG para imágenes
- AAC
- GIF no animados
- TIFF
- MP4 para video

La consola permite hacer streaming de audio, es decir, escuchar emisoras de radio por Internet de shoutcast además de páginas de radiodifusoras.
Algunos archivos de audio e imagen no necesitan ser adaptados a la consola. Reproduce varios tipos de archivos de vídeo, si bien sirven mejor vídeos tomados o versionados para otros aparatos portátiles como los iPhone.
Sony originalmente planeó el UMD como un medio de almacenamiento multimedia en tres diferentes versiones: UMD Game, UMD Vídeo y UMD Audio. Al momento de salir a la venta la consola, el formato UMD Game alcanza un soporte muy amplio pero en el caso de UMD Vídeo no obtuvo mucho soporte internacional debido a la fortaleza del DVD Vídeo, dejando de comercializarse unos años después, y en cuanto al UMD Audio su soporte fue casi nulo. Un disco UMD tiene calculada una vida útil de algo más de 100 años lo que es algo más que los CD y DVD actuales y bastante más que los Blu-ray hechos de celulosa. Algunos títulos de UMD además de la versión original, que suele ser en inglés, traen subtítulos en inglés y castellano facilitando así el aprendizaje de idiomas.
Los videojuegos en formato UMD se cargan más lentamente que del memory stick y en algunos juegos complejos se hace notar la lentitud. Al ser un mecanismo mecánico, va almacenando polvo y suciedad dentro de la PSP y se puede manchar la lente de lectura. Los juegos vienen clasificados por código de contenidos por edad, aplicándose código PEGI, aun existiendo otros como ESRB.
La portátil ofrece visionar películas mediante dos reproductores: El reproductor MP4 y el reproductor UMD Video.
El formato UMD ofrece frente al MP4 unas alternativas que lo hacen más deseable. Siendo las ventajas de las películas en MP4 que ocupan una tercera parte de espacio en la memoria y que se puede modular su velocidad de reproducción. El reproductor UMD consta a su vez de dos modos: disco UMD e imagen ISO.
El UMD en formato vídeo abarca películas cinematográficas, vídeos musicales, conciertos, documentales y series de televisión como The Office, Doctor Who y Little Britain comercializadas por la cadena de televisión BBC en Reino Unido.
Utiliza un sistema de vídeo muy avanzado y aunque los contenidos extra de una película en UMD son menos que su contrapartida en DVD, el sonido suele venir en modo estéreo y con una calidad similar a la de un CD de audio convencional.
La potencia de la consola a la hora de procesar este tipo de datos permite ofrecer sonido envolvente, sin embargo, los conectores de salida limitan esta posibilidad, y unos auriculares de buena calidad son más que recomendables.
El reproductor de UMD Vídeo, tiene más funciones que el reproductor para las películas MP4 y más opciones que las de un reproductor DVD normal.
Dispone de un menú donde entre otras cosas se elige la escena, el idioma de la película, habitualmente viene en 5 idiomas, y los idiomas en subtítulo pueden abarcar más de 20, lo que convierte al reproductor UMD en una pieza ideal para aprender idiomas en cualquier lugar, de forma amena.
Dispone de varios "modos de pantalla" y de "opción de ángulo" que ofrece en algunos títulos, sobre todo musicales, la posibilidad de alternar o variar la cámara que apunta al protagonista de la película.
El reproductor de MP4 es de los pocos dispositivos que permite variar la velocidad de reproducción de una película. Ofreciendo la graduación una escala para ir acelerando la película y así aumentar la velocidad de la imagen y los diálogos; o ralentizarla, para por ejemplo escuchar con más atención los diálogos en el aprendizaje de idiomas.
La cámara para PSP Go!Cam, que salió a la venta en toda Europa el 16 de mayo de 2007, combina las funciones ya existentes de la consola con la capacidad de editar vídeos y fotos propios.
Este complemento encaja en la parte superior de la PSP, en el puerto mini-USB, e incorpora un micrófono que garantiza la entrada de audio mientras se graba, así como un soporte vertical que se puede ajustar en un ángulo de 180 grados, lo que permite enfocar la lente hacia el usuario, mientras mira la pantalla, o a cualquier otra parte.
El micrófono de la PSP cam, se pueden emplear en cualquier modelo de PSP.
La capacidad de almacenamiento depende del tamaño de Memory Stick Duo y su máximo teórico es de 32 gb.

### Lector de Libros y documentos
Las PSP con FW 6.60 o 6.61 vienen con un enlace al manual de instrucciones online donde se pueden consultar sus funciones de software.
Para muchos poseedores de PSP, esta consola se ha convertido en su primer visor de libros electrónicos. La pantalla ofrece una resolución suficiente para mostrar alrededor de una decena de líneas de texto con buena nitidez. Además, las fuentes que usa la consola y el suavizado que proporciona a cada letra y los niveles de luz de la pantalla proporcionan comodidad para leer incluso en lugares oscuros. La autonomía de la batería da para muchas horas de lectura. Hay algunas obras de texto editadas en formato UMD, pero ninguna distribuida fuera de Asia, excepto los subtítulos de las películas, por lo que debe ser el usuario quien se busque sus libros.
Los formatos de texto admitidos por PSP son variados, en un primer momento se transformaban los textos a imágenes en formato JPEG para poder verlos en la pantalla de la consola. Otra opción es reproducir texto en vídeo en formato MP4.
También se usan archivos en texto plano o TXT, con diversas configuraciones y tipos de letra, en formato Word, en formato PDF y en formato EPUB.
La idea original, fue darse cuenta de que la PSP sí traía de fábrica un explorador de archivos. Este es el Navegador de Internet. El ingenio de los usuarios ha conseguido hacer compatibles formatos propietarios no incluidos de fábrica. Se popularizó en un principio, el formato que usan las páginas web, el HTML.
Resulta muy sencillo obtener todo tipo de material en formato electrónico, tanto como navegar por Internet y dar al botón de "Guardar como".
Leer documentos en Word (.doc) tradicionalmente se hacía empleando el Navegador de Internet, que no necesita estar conectado a Internet para abrirse.
Para ver libros u otros documentos en PSP, se usa este navegador de la PSP, que lee documentos.txt, .mht, y .html. Por eso, en el ordenador, se abre con OpenOffice.org u otro programa el archivo.doc que se desea leer y en guardar se pone como "html".
El proceso para ver las páginas web que se han grabado en el ordenador consistía hasta el FW 6.60 en copiar el contenido de las páginas al directorio raíz de la tarjeta de memoria en la PSP, es decir, deja los archivos tal cual, sin meterlos en ninguna carpeta. De esta forma, cuando se accede al navegador web de la consola se selecciona la opción "Archivo" y se accede a los datos del Memory Stick. Para que busque estos datos en PSP por debajo de FW 6.60 solo hay que escribir como dirección file:/ y luego el nombre del documento que se quiere leer.
Anteriormente, en FWs pasados bastaba poner en el Buscador de Internet "file:/nombre-del-archivo.html" y el buscador lo encontraba en la "Memory Stick".
La PSP a partir del FW 6.60 solo puede ver fotos o documentos que estén en las carpetas "COMMON", "PICTURE" o "DRS".
Para ver por ejemplo: Autobiografía.doc, en Word, se debe cambiar a Autobiografía.html y una vez instalado el archivo en el MS, se abre el Navegador. En la pestaña archivo del navegador, que es la primera abajo a la izquierda, se selecciona el buscador por teclado virtual, mejor en la pestaña HISTORIAL y se pone:
file:/PSP/COMMON/Autobiografia.html
Si se desease visualizar una foto (llamada ISB.JPG) debería ponerse:
file:/PICTURE/ISB.JPG
La pestaña historial sirve para no tener que introducir los nombres letra por letra, usándola es más cómodo acceder a los archivos ubicados como "file:/PSP/COMMON/.html".
Programas como Bookr, al tratarse de un programa homebrew con código firmado pueden usarse con FWs oficiales de Sony.
Otros como por ejemplo PSPComic, el visor de comics homebrew leen el formato cbr.
Para leer libros electrónicos en formato EPUB, se necesita un visor en formato java, ya que aún no hay una aplicación desarrollada que los lea directamente. Para eso es necesario emplear un emulador java.
Se instala la versión de PSPKVM (0.5.5) para emular la plataforma de Java y se emplea el visor de epubs de código abierto Albite Reader 2.1 (Versión No Touch).
PSPKVM, el lector java script para la PSP, permite instalar cualquier otra aplicación para teléfonos móviles en java, como microsoftword.jar o DocViewer.jar, aplicaciones hechas específicamente para los móviles, que leen dichos archivos.doc o Sideralis un mapa estelar en 5 idiomas.
También, la PSP es capaz de correr algunos títulos de PlayStation descargados de PlayStation Network o si la PSP este pirateada o hackeada con algún Homebrew o Custom Firmware.

## Conectividad inalámbrica
La PSP es compatible con Wi-Fi, que se utiliza tanto para videojuegos multijugador ad hoc o a través de Internet, como para actualizar juegos, descargar contenidos adicionales o incluso navegar directamente por la Web, gracias al navegador incluido en la versión 2.0 de su Firmware. También es posible en su versión 2.60 utilizar tecnología RSS para escuchar Podcast en streaming, es decir, sin descargar el archivo en la consola; y ver la televisión a través de la conexión WiFi con el aparato de Sony LocationFree. La funcionalidad ad hoc es compatible con XLink Kai.
Por medio del Wi-Fi también es posible la conexión con la consola PlayStation 3, para traspasar partidas guardadas de uno a otro dispositivo, utilizar la PSP como mando o periférico, o utilizar el Wi-Fi de la PSP para conectar la versión básica de PlayStation 3 a Internet entre otras cosas. También permite la conexión con la consola PlayStation 2, con los juegos que así lo permitan, como el Pro Evolution Soccer 6, teniendo tanto en la PSP como en la PS2 la correspondiente versión del juego.

### Navegador web
El Navegador de Internet, Web Browser, permite leer documentos html, imágenes y admite el acceso a contenidos Flash y WMA, es conveniente seleccionar configuración para móviles, como ocurre al visualizar las páginas de Wikipedia en PSP. Los gatillos facilitan la navegación entre las páginas que se han visitado, adelante y atrás. La tecla activa los vínculos, la combinación de la tecla cuadrado con la cruceta o el joystick desplaza por la página web y con la tecla triángulo se accede al menú de configuración.
El navegador de Internet de PSP es una versión del buscador NetFront hecho por Access Co. Ltd. y fue lanzado de forma gratuita con la actualización del sistema 2.00 de software.
El navegador es compatible con las tecnologías web más comunes, como por ejemplo las cookies HTTP, y las hojas de Estilo CSS, así como capacidades de base JavaScript.
La versión FW 2.50 añadió Unicode (UTF-8) para codificación de caracteres y Auto-Seleccionar en el menú de opciones en la codificación del navegador Web, y también simplificó el historial de entrada de formularios en línea.
La versión 2.70 introdujo capacidades básicas del Adobe Flash para el uso de la tecnología Flash.
Hay tres modos de visualización diferentes: "Normal", "Autoajuste", y "ajuste inteligente". "Normal" muestra la página sin cambios, "Autoajuste" tratará de reducir algunos de los elementos para hacer el ajuste de página entera en la pantalla y mantener el formato original y "ajuste inteligente" muestra el contenido en el orden que aparece en el HTML, y sin los ajustes de tamaño, sino que coloca el elemento alineado hacia abajo, por debajo del elemento anterior, si no cabe en el ancho de pantalla, es decir, convierte las tablas en una página web en filas verticales, eliminando la necesidad de desplazarse horizontalmente. El usuario puede aumentar o disminuir el zum en páginas Web entre un 25% hasta un 100%, y puede seleccionar o desplazarse hacia cualquier lado de la página al estilo de los dispositivos Pocket PC.
El navegador tiene limitada la interfaz de navegación por pestañas, a un máximo de tres pestañas. Se puede abrir un vínculo a una página nueva en una nueva pestaña del navegador.
Se puede limitar el contenido, permitiendo la pestaña "control paterno" bloquear el acceso al navegador web y la creación de un PIN de 4 dígitos en [Ajustes] en [Seguridad]. Además, el navegador puede ser configurado para ejecutarse en un servidor proxy y pueden ser protegidas por el PIN de seguridad para permitir el uso de la web de filtrado o vigilancia a través de una red. Recientemente, TrendMicro para PSP fue añadido como una característica que se puede activar a través de una suscripción para filtrar o controlar el contenido en la PSP.
El navegador de la PSP es más lento comparado con otros navegadores más modernos y con frecuencia se queda sin memoria debido a las limitaciones establecidas por Sony. Por otra parte, el Homebrew ha permitido una versión personalizada del navegador, que utiliza toda la memoria RAM (32/64 MB) de la PSP, que permite al navegador cargar las páginas más rápido y tiene más memoria para las grandes páginas. Se pueden emplear así mismo las versiones de Navegador Web de Google y FireFox para móviles.
Opera Mini también se puede utilizar en PSP a través de PSPKVM, aplicación homebrew que es una Java Virtual Machine. Se alegó para proporcionar tiempos de carga mucho más rápidos que el navegador por defecto y proporciona una mejor capacidad de carga de las páginas web.

### Infrarrojos (primera edición)
La PSP 1000 contiene un puerto IrDA localizado en la parte superior izquierda de la consola; sin embargo, en la revisión de 2007 este elemento ha sido suprimido por la opinión que carecía de utilidad, caso parecido con el gameboy color al paso al gameboy advance.
Este puerto solo se utiliza en el envío, únicamente de imágenes y también se usa en los juegos compartidos.

### Gamesharing
La consola PSP además tiene la opción de Gamesharing o Compartir juego, muy similar al multiplayer de un solo cartucho del GameBoy Advance y Nintendo DS, incluida en ciertos juegos, que permite jugar con varios jugadores utilizando solo un UMD del juego o mandar demostraciones de algunos juegos mediante Wi-Fi. La mayoría de los juegos permiten el gamesharing.

## Revisiones del sistema PSP
Existen diferentes revisiones de esta videoconsola con diferencias estéticas y funcionales. Según la tónica general cada revisión sustituía a la anterior, a excepción de la revisión Go que convivió con el modelo anterior hasta el cese de su fabricación.

### PlayStation Portable Slim & Lite

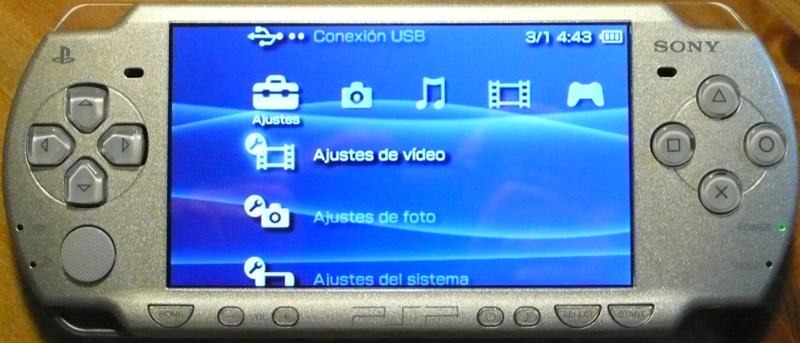
PSP Slim & Lite en español.

A finales de 2006 corrió un fuerte rumor en Internet acerca de que Sony se encontraba preparando la PSP 2, con 4 GB de memoria interna y cámara fotográfica Cybershot. En julio de 2007, durante la celebración de la feria Electronic Entertainment Expo Sony anunció el lanzamiento de la PlayStation Portable Slim & Lite (delgada y ligera), una revisión de la PSP mejorada. Fue lanzada en Europa el 5 de septiembre de 2007. Pesa un 33% menos y es un 19% más delgada que la original. Dispone de mejoras en otras áreas como la velocidad de carga de los juegos o la conectividad Wi-Fi, además del cable para la TV que permite ver juegos y películas en la televisión (no incluido en el pack). La PSP Slim & Lite ha sufrido, asimismo, un ligero rediseño en los elementos exteriores de la consola como la reubicación de los altavoces o de la bahía de carga del Memory Stick. También ha sido eliminado el IrDa, el puerto de Infrarrojos, que sirve para enviar y recibir este tipo de conexión.

### PlayStation Portable 3000

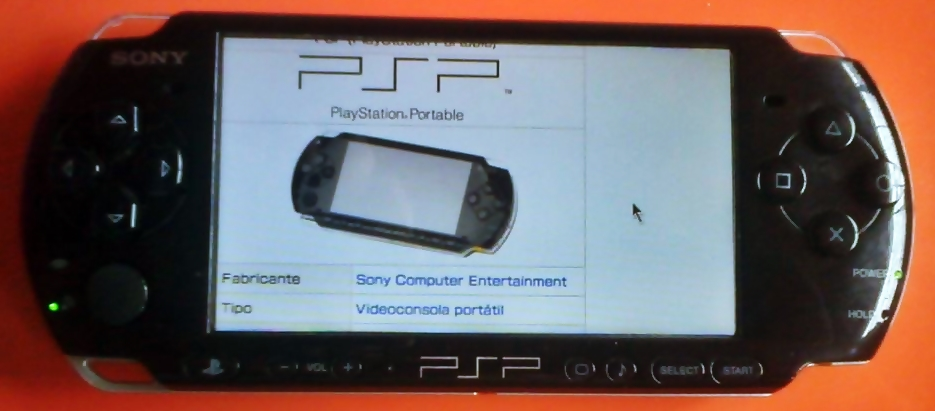
PSP 3000 navegando por Wikipedia en Español.

Es la segunda revisión de la PSP lanzada en octubre de 2008 donde se opta por una pantalla LCD, una mejor definición y mayor contraste respecto a la PSP Slim & Lite, se agrega el botón PS y el agregado más importante, incluye un micrófono incorporado. Se añaden mejoras en la seguridad que impiden la instalación de un Custom Firmware permanente tal y como permitían los modelos anteriores.

### PlayStation Portable Go

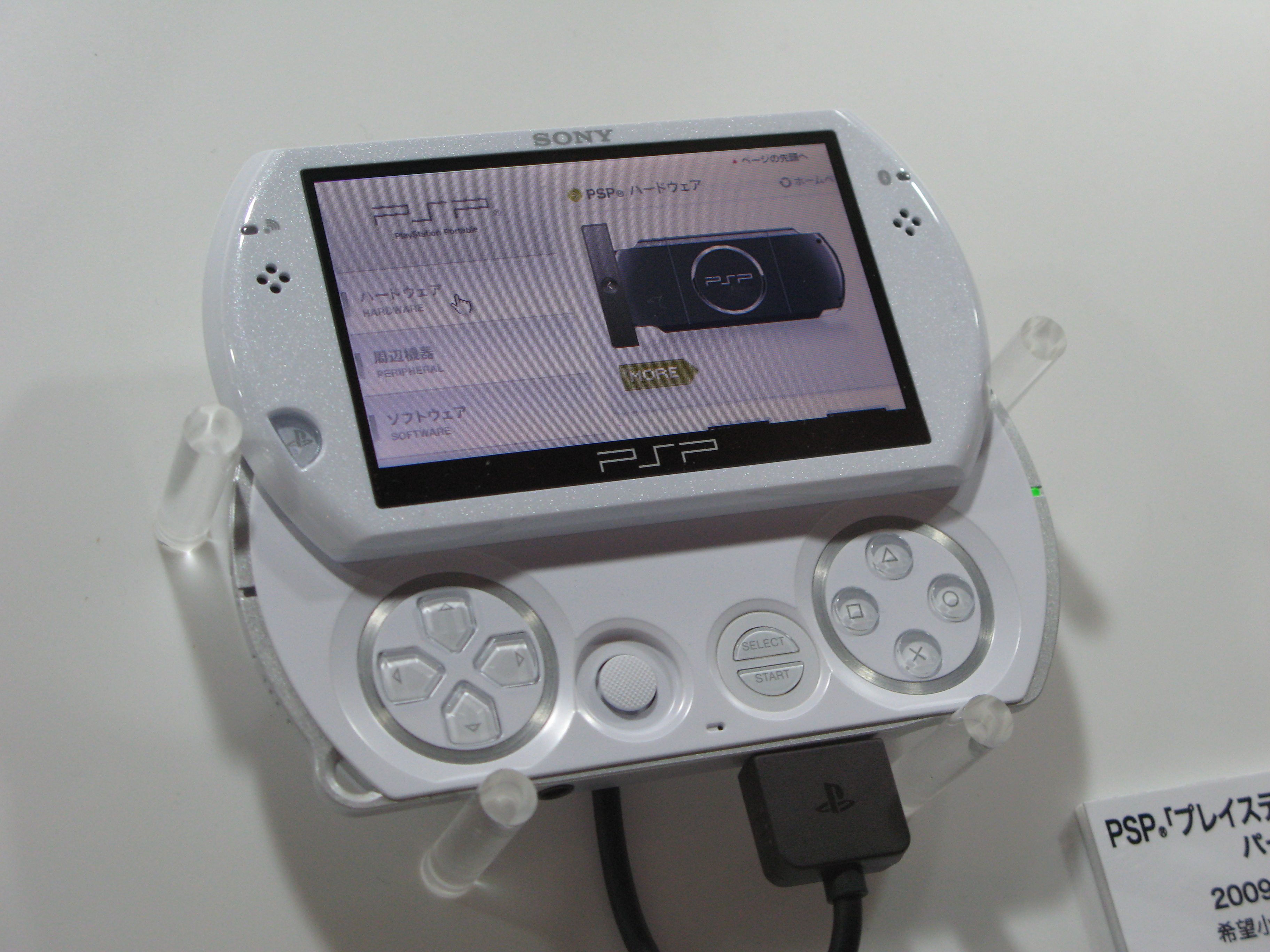
PSP Go en la Tokyo Game Show 2009

Es la tercera revisión de la PSP, presentada en el E3 2009, se comercializa conjuntamente con el modelo 3000. Tiene 16 GB de memoria y es un 43% más ligera que el primer modelo. Se prescinde del formato físico UMD en pro de la distribución digital. Externamente rompe con la línea de diseño seguida por los anteriores modelos, escondiendo ahora los controles bajo una pantalla deslizante, reduciendo considerablemente su tamaño. Lo que se consigue también porque su pantalla es de menos pulgadas. Se lanzó el 1 de octubre en Norteamérica y Europa y el 1 de noviembre en Japón. Tuvo poca aceptación en los mercados, lo que provocó pocas ventas.

### PlayStation Portable E1000 o PlayStation Portable Street

La PSP E1000 o también llamada PSP Street.

Sony presentó en la Gamescom 2011 un nuevo modelo de PSP, basado en el primer modelo (PSP-1000), rediseñado para reducir costes. A este nuevo modelo, que sale con un PVP de 99,95€, se le ha suprimido la conectividad WiFi y se han sustituido los altavoces duales de los anteriores modelos por uno monoaural, la consola sigue pudiendo reproducir juegos en estéreo mediante la toma de auricular. Además, se ha rediseñado la tapa posterior, de forma que ahora está compuesta por una única pieza que se abre para la inserción del UMD (a excepción de la versión PSP Go). Actualmente existen un modelo en negro mate y otro en blanco. La consola sigue pudiendo acceder a actualizaciones de firmware y contenido de la PlayStation Store mediante el programa MediaGo por conexión USB a un ordenador.

## Fin de la PlayStation Portable
El 3 de junio de 2014, Sony anunció que dejaría de fabricar sistemas PSP en Japón. La compañía japonesa anunció también que a final de año tampoco se vendería en Europa. Puesto que en Latinoamérica no tiene planes de detener su fabricación. También se cree que esto es un intento de Sony para reflotar la PS Vita.
En Japón, Sony ofrece un descuento en su nueva PSVita para aquellos que entreguen su PSP.
El 28 de noviembre de 2015 Sony anunció que a partir del 31 de marzo de 2016, la tienda PlayStation Store cerrará la PSP, por lo que ya no se podrá acceder a la tienda ni comprar nuevos juegos, pero si se podrá adquirir un juego de la PSP mediante la PlayStation 3, PlayStation Vita o desde la página web oficial de Sony (esto último fue hasta el 21 de octubre de 2020).

## Sucesor: PlayStation Vita

PlayStation Vita

Su sucesora, de nombre PlayStation Vita o PS Vita (originalmente llamada en código Next Generation Portable o NGP), fue presentada el 27 de enero del 2011 en la convención "PlayStation Meeting" en Tokio. El sistema presenta una forma ovalada similar al diseño de la primera PSP y es la primera en tener dos joysticks, con una pantalla de cinco pulgadas OLED capacitiva localizada en el centro del sistema. Tiene dos palancas analógicas (una a cada lado de la pantalla), un pad, los cuatro botones clásicos de la PlayStation (, ,  y ), dos botones L y R, un botón PlayStation (Home), los botones Start y Select, Volumen +, Volumen - y Power. Por dentro el sistema presenta un procesador ARM Cortex-A9 MPCore de cuatro núcleos y un procesador gráfico SGX543MP4+.
El sistema también trae un touchpad trasero, una cámara frontal, otra trasera, altavoces estéreo, micrófono, sistema sensor de movimiento SixAxis (giroscopio de tres ejes, acelerómetro de tres ejes), brújula electrónica de tres ejes, GPS, Wi-Fi, 3G, y Bluetooth v2.1+EDR.
Las dos cámaras presentan las capacidades de detección de rostro, detección de cabeza y seguimiento de cabeza. También permite personalizar el sistema.
PlayStation Vita se encuentra disponible en dos versiones: una con WiFi y soporte para 3G, y una versión más barata con WiFi pero sin 3G. La versión 3G incluye aplicaciones precargadas en la consola, las cuales utilizan 3G y otros como la realidad aumentada.

## Firmware
El firmware de la consola puede ser actualizado descargándolo vía Wi-Fi desde los servidores de Sony o descargando la actualización en un ordenador (EBOOT.PBP) y transfiriéndolo vía USB a la carpeta \PSP\GAME\UPDATE de la PSP y posteriormente ejecutándolo como si de una aplicación se tratara. Además, la mayoría de los juegos contienen las actualizaciones necesarias para poder jugar en caso de tener un firmware anterior al exigido. Los firmwares del sistema son compatibles para una máquina de cualquier región del mundo, pero Sony recomienda ampliamente usar la actualización de la región correspondiente.
Las actualizaciones de firmware deben estar firmadas digitalmente y ser superiores al firmware de la consola para que se pueda llevar a cabo la actualización.
Las actualizaciones del firmware han incluido desde un navegador web, un lector RSS, compresión de vídeo AVC, posibilidad de cambiar el fondo de pantalla, códecs variados de audio (WMA, AAC, etc.) y numerosos cambios en la seguridad del sistema intentando así limitar la utilización de homebrew. La última versión fue la 6.61 que salió el 15 de enero de 2015.
Aunque también existe la extensión de archivo .ISO, la cual es compatible con todos los modelos de la consola portátil.
Existen varias extensiones de archivo, dependiendo al modelo del portable:
- Los homebrews firmados (EBOOT.PBP) para la Memory Stick, de todos los modelos, salvo en el caso de PSP Go que se pueden alojar en su memoria interna.
- Los archivos .ISO, solamente para la Memory Stick de la PSP en los modelos 1000-2000-3000-E1000. En el caso de PSP Go también está disponible la opción de memoria interna.

## Homebrew
Son aplicaciones creadas por usuarios programadores aficionados, hace tiempo era necesario un firmware modificado para hacer funcionar estas aplicaciones, ahora no es necesario debido a que las aplicaciones se pueden firmar, haciéndose pasar por aplicaciones oficiales de Sony Computer Entertainment.
- Downgrades: consiste en «bajar la versión» de la videoconsola para evitar los bloqueos por parte de Sony y poder instalar un firmware alternativo (custom firmware) que sea capaz de hacer funcionar homebrews y "copias de seguridad", entre otras cosas.

- Aplicaciones: pequeños reproductores, navegadores, programas de información, plugins con diferentes funciones (como visualizar la pantalla de la PSP en una computadora), etc, aunque también dispone -entre otras cosas- de shells que ofrecen una gran variedad de funciones.

- Emuladores: los emuladores más importantes son los de Game Boy, NES, Game Boy Advance, PlayStation, Super Nintendo, Sega Mega Drive (Genesis), Nintendo 64, entre otros.

- Plugins: los plugins son pequeñas aplicaciones con una función específica, en la PSP se ejecutan a través del Recovery Mode (modo de recuperación) o a través del ordenador editando unas líneas del documento de texto correspondiente. Su función en esta plataforma es bastante interesante, algunos plugins pueden, por ejemplo, permitir la ejecución de códigos gameshark, hacer capturas de pantalla o ampliar las funciones del firmware en general.